# Кинофестиваль в Торонто 2023
48-й Международный кинофестиваль в Торонто (TIFF) проходит с 7 по 17 сентября 2023 года. В программе 60 фильмов из 70 стран мира, в числе которых «Семь вуалей», «Следующий гол — победный», «Ли» и др. Многие кинематографисты не приехали в Торонто из-за забастовки актёров и сценаристов, но на проведение фестиваля это не повлияло.